# Vallerange
Cet article possède un paronyme, voir Jallerange.
Vallerange est une commune française située dans le département de la Moselle et le bassin de vie de la Moselle-Est, en région Grand Est.

## Géographie
Vallerange est une commune rurale située au centre de la Moselle, à égale distance entre les villes de Metz (préfecture du département), Nancy, Sarrebourg et Sarrebruck.
L'altitude du village est comprise entre 236 et 295 mètres.

### Communes limitrophes
| Harprich | Berig-Vintrange |             |
|          | Vallerange      | Grostenquin |
| Morhange | Racrange        | Bermering   |

### Hydrographie
La commune est située dans le bassin versant du Rhin au sein du bassin Rhin-Meuse. Elle est drainée par le ruisseau la Rotte, le ruisseau le Lenzbronn et le ruisseau de l'Eschweihergraben.
Le ruisseau la Rotte, d'une longueur totale de 23,4 km, prend sa source dans la commune de Morhange et se jette  dans la Nied à Vatimont, après avoir traversé 13 communes.
Le ruisseau de Lenzbronn prend sa source dans l'étang de Vallerange, traverse Vallerange et l'ancienne commune de Bertring, entre dans la Meurthe et se jette dans l'Albe à Virming.

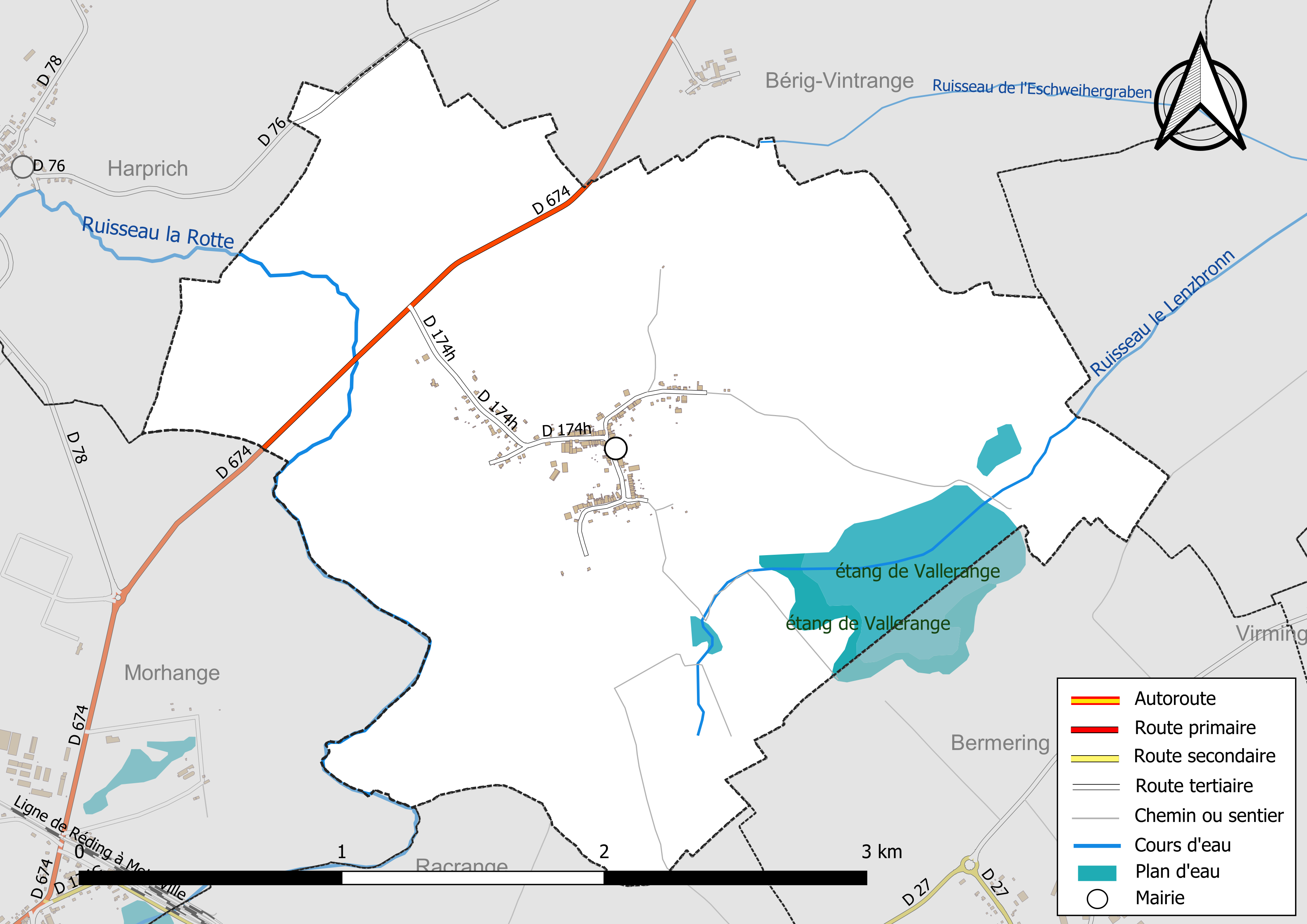
Réseaux hydrographique et routier de Vallerange.

La qualité des eaux des principaux cours d’eau de la commune, notamment du ruisseau la Rotte, peut être consultée sur un site spécial géré par les agences de l’eau et l’Agence française pour la biodiversité.

### Climat
Pour des articles plus généraux, voir Climat du Grand Est et Climat de la Moselle.
En 2010, le climat de la commune est de type climat des marges montargnardes, selon une étude du Centre national de la recherche scientifique s'appuyant sur une série de données couvrant la période 1971-2000. En 2020, Météo-France publie une typologie des climats de la France métropolitaine dans laquelle la commune est exposée à un climat semi-continental et est dans la région climatique  Lorraine, plateau de Langres, Morvan, caractérisée par un hiver rude (1,5 °C), des vents modérés et des brouillards fréquents en automne et hiver. 
Pour la période 1971-2000, la température annuelle moyenne est de 9,7 °C, avec une amplitude thermique annuelle de 16,8 °C. Le cumul annuel moyen de précipitations est de 856 mm, avec 11,9 jours de précipitations en janvier et 9,3 jours en juillet. Pour la période 1991-2020, la température moyenne annuelle observée sur la station météorologique de Météo-France la plus proche, « Rodalbe », sur la commune de Rodalbe à 5 km à vol d'oiseau, est de 10,6 °C et le cumul annuel moyen de précipitations est de 737,2 mm. 
La température maximale relevée sur cette station est de 38,7 °C, atteinte le 24 juillet 2019 ; la température minimale est de −18,1 °C, atteinte le 26 décembre 2010,,. 
Les paramètres climatiques de la commune ont été estimés pour le milieu du siècle (2041-2070) selon différents scénarios d'émission de gaz à effet de serre à partir des nouvelles projections climatiques de référence DRIAS-2020. Ils sont consultables sur un site spécial publié par Météo-France en novembre 2022.

## Urbanisme

### Typologie
Au 1er janvier 2024, Vallerange est catégorisée commune rurale à habitat dispersé, selon la nouvelle grille communale de densité à sept niveaux définie par l'Insee en 2022.
Elle est située hors unité urbaine. Par ailleurs la commune fait partie de l'aire d'attraction de Morhange, dont elle est une commune de la couronne,. Cette aire, qui regroupe 22 communes, est catégorisée dans les aires de moins de 50 000 habitants,.

### Occupation des sols
L'occupation des sols de la commune, telle qu'elle ressort de la base de données européenne d’occupation biophysique des sols Corine Land Cover (CLC), est marquée par l'importance des territoires agricoles (79,5 % en 2018), une proportion sensiblement équivalente à celle de 1990 (79 %). La répartition détaillée en 2018 est la suivante : 
terres arables (46,7 %), prairies (32,7 %), forêts (9,4 %), eaux continentales (6,3 %), zones urbanisées (4,8 %), zones agricoles hétérogènes (0,1 %). L'évolution de l’occupation des sols de la commune et de ses infrastructures peut être observée sur les différentes représentations cartographiques du territoire : la carte de Cassini (XVIIIe siècle), la carte d'état-major (1820-1866) et les cartes ou photos aériennes de l'IGN pour la période actuelle (1950 à aujourd'hui).

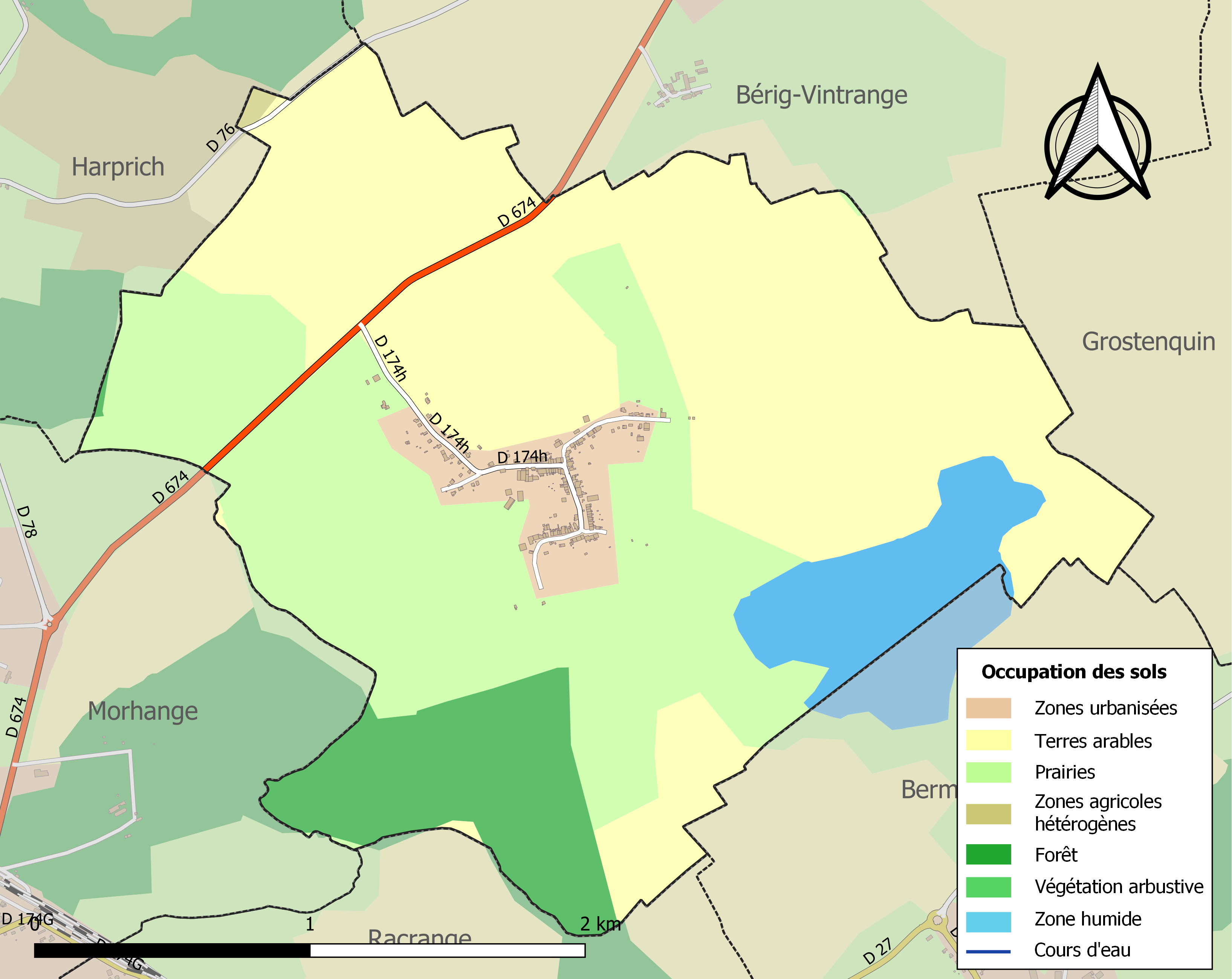
Carte des infrastructures et de l'occupation des sols de la commune en 2018 (CLC).

## Toponymie
- D'un nom de personne germanique Walahari[15] ou Walhari[16].
- Vylaren[15] et Vylaru (790), Vallering (1506), Valeret (1571), Walleringen (1594)[17], Vallerange (1793), Wallerange[18], Walleringen (1871-1918).

## Histoire
Vallerange dépendait de l'ancienne seigneurie de Thicourt, appartenant à la Maison de Croÿ-Havré, souveraine de la baronnie libre de Fénétrange. Elle était annexe, avec vicaire résident, de la paroisse de Vintrange.
Elle dépendait de l'ancienne province de Lorraine, bailliage de Dieuze.
Vallerange fit partie du canton de Morhange de 1790 à 1802.
Elle a pour annexe la ferme et le moulin de Vallerange.
Vieux domaine de l'abbatiale Saint-Pierre-et-Saint-Paul de Neuwiller-lès-Saverne.

## Politique et administration
| Période                                  | Période  | Identité      | Étiquette | Qualité                                         |
| ---------------------------------------- | -------- | ------------- | --------- | ----------------------------------------------- |
| Les données manquantes sont à compléter. |          |               |           |                                                 |
| mars 1983                                |          | Claude Bitte  | UMP       | Vice-président du conseil général de la Moselle |
| mai 2020                                 | En cours | Roger Pierson |           |                                                 |

## Démographie
L'évolution du nombre d'habitants est connue à travers les recensements de la population effectués dans la commune depuis 1793. Pour les communes de moins de 10 000 habitants, une enquête de recensement portant sur toute la population est réalisée tous les cinq ans, les populations de référence des années intermédiaires étant quant à elles estimées par interpolation ou extrapolation. Pour la commune, le premier recensement exhaustif entrant dans le cadre du nouveau dispositif a été réalisé en 2004.

En 2022, la commune comptait 211 habitants, en évolution de +1,93 % par rapport à 2016 (Moselle : +0,52 %, France hors Mayotte : +2,11 %).
| 1793 | 1800 | 1806 | 1821 | 1836 | 1841 | 1861 | 1866 | 1871 |
| ---- | ---- | ---- | ---- | ---- | ---- | ---- | ---- | ---- |
| 325  | 355  | 383  | 712  | 449  | 485  | 415  | 428  | 415  |

| 1875 | 1880 | 1885 | 1890 | 1895 | 1900 | 1905 | 1910 | 1921 |
| ---- | ---- | ---- | ---- | ---- | ---- | ---- | ---- | ---- |
| 383  | 379  | 364  | 357  | 374  | 363  | 371  | 374  | 301  |

| 1926 | 1931 | 1936 | 1946 | 1954 | 1962 | 1968 | 1975 | 1982 |
| ---- | ---- | ---- | ---- | ---- | ---- | ---- | ---- | ---- |
| 290  | 283  | 264  | 274  | 258  | 266  | 260  | 213  | 208  |

| 1990 | 1999 | 2004 | 2006 | 2009 | 2014 | 2019 | 2022 | - |
| ---- | ---- | ---- | ---- | ---- | ---- | ---- | ---- | - |
| 219  | 231  | 209  | 204  | 224  | 212  | 213  | 211  | - |

## Culture locale et patrimoine

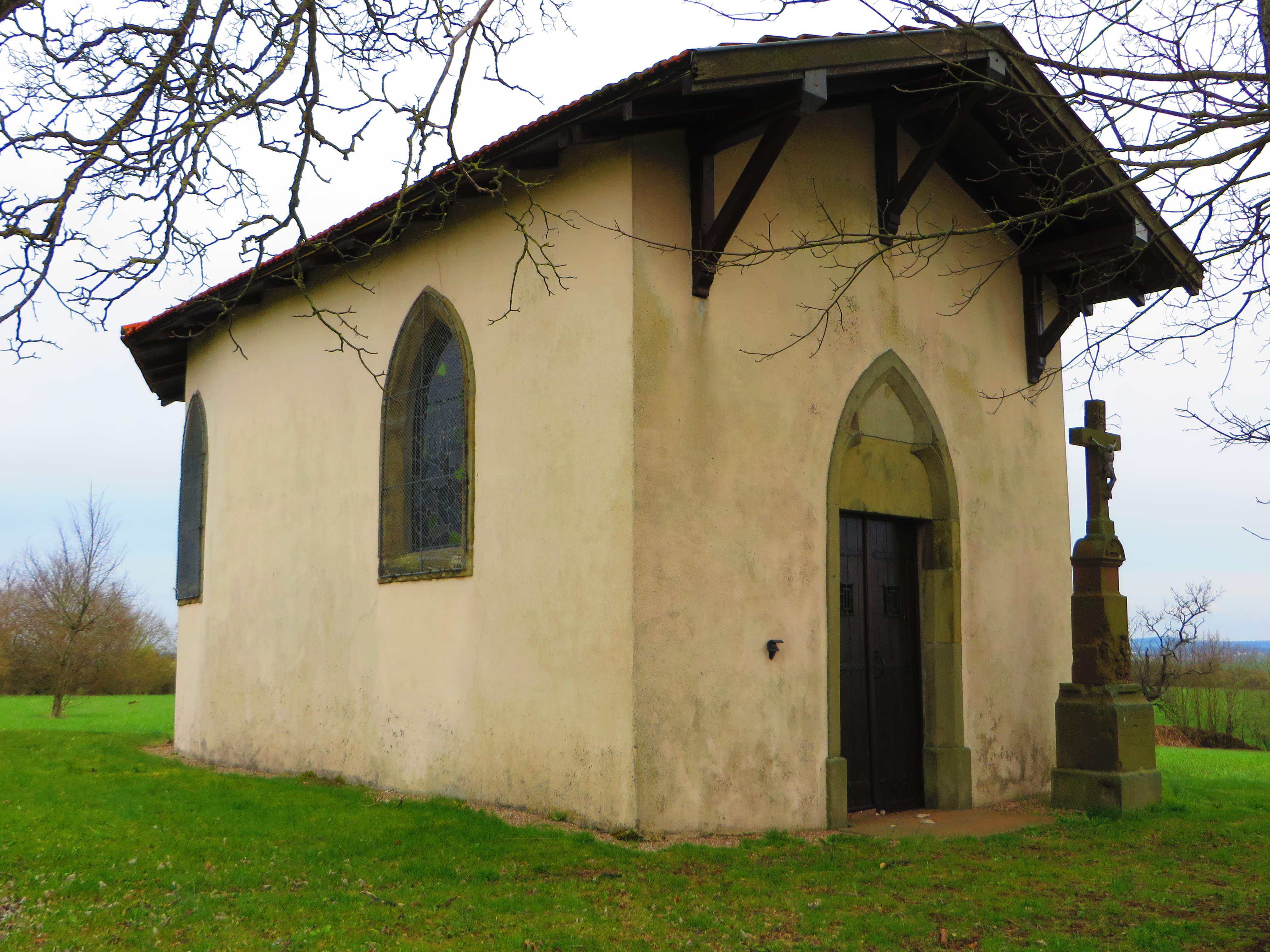
La chapelle « Maria in Ruh ».

### Lieux et monuments
- Moulin de Vallerange.
- Vieux puits avec potence.

#### Édifices religieux
- Église Sainte-Gertrude datant de 1774, reconstruite en 1834.
- Chapelle « Maria in Ruh » (la Vierge reposant au tombeau avant son Assomption), reconstruite lors d'une épidémie, agrandie en 1855 par les habitants.

#### Vallerange dans les arts
Vallerange est citée dans le poème d’Aragon, Le conscrit des cent villages, écrit comme acte de Résistance intellectuelle de manière clandestine au printemps 1943, pendant la Seconde Guerre mondiale.

### Héraldique
| Blason de Vallerange | Blason  | Écartelé aux 1 et 4 d'argent à trois fasces de gueules, et aux 2 et 3 d'azur à la fasce d'argent ; une crosse d'or brochant sur la partition. |
| Blason de Vallerange | Détails | Le statut officiel du blason reste à déterminer.                                                                                              |